# Comté de Barry (Missouri)
Pour les articles homonymes, voir Barry et Comté de Barry.
Le comté de Barry (en anglais : Barry County) est un comté du Missouri aux États-Unis. Le siège du comté se situe à Cassville. Le comté date de 1835 et il fut nommé en hommage à William Taylor Barry. Au recensement de 2000, la population était constituée de 6 430 individus. 

## Géographie
Selon le bureau du recensement des États-Unis, le comté totalise une surface de 2 048 km² dont 31 km² d’eau.  Le parc d'État Roaring River State Park est situé au sud du comté près de la forêt nationale de Mark Twain.

### Comtés voisins
- Comté de Lawrence (Missouri)  (nord)
- Comté de Stone (Missouri)  (est)
- Comté de Carroll (Arkansas)  (sud-est)
- Comté de Benton (Arkansas)  (sud)
- Comté de McDonald (Missouri)  (sud-ouest)
- Comté de Newton (Missouri)  (nord-ouest)

### Routes principales
- U.S. Route 60
- Missouri Route 37
- Missouri Route 39
- Missouri Route 76
- Missouri Route 86
- Missouri Route 97
- Missouri Route 248

## Démographie
Selon le recensement de 2000, sur les 34.010 habitants, on retrouvait 13.398 ménages et 9.579 familles dans le comté. La densité de population était de 17 habitants par km² et la densité d’habitations (15.964 au total)  était de 8 habitations par km². La population était composée de 94,09 % de blancs, de 0,11 %  d’afro-américains, de 0,86 % d’amérindiens et de 0,27 % d’asiatiques.
31,20 % des ménages avaient des enfants de moins de 18 ans, 59,3 % étaient des couples mariés. 26,1 % de la population avait moins de 18 ans, 7,8 % entre 18 et 24 ans, 26,1 % entre 25 et 44 ans, 23,9 % entre 45 et 64 ans et 16,1 % au-dessus de 65 ans. L’âge moyen était de 38 ans. La proportion de femmes était de 100 pour 98,3 hommes.
Le revenu moyen d’un ménage était de 28.906 dollars.

## Villes et cités
| - Arrow Point - Butterfield - Cassville - Chain-O-Lakes | - Eagle Rock - Emerald Beach - Exeter - Golden | - Jenkins - Monett (7,396) - Pleasant Ridge - Purdy | - Seligman - Shell Knob - Viola - Washburn | - Wheaton - Wheelerville - Yonkerville |